# Дауни, Элисса
Элисса «Элли» Дауни (род. 20 июля 1999, Ноттингем, Восточный Мидленд) — британская гимнастка, сестра гимнастки Бекки Дауни. Представляла Великобританию на летних юношеских Олимпийских играх в 2014 году. Элисса Дауни в возрасте 15 лет стала первой женщиной гимнасткой, которой удалось выиграть индивидуальное многоборье, завоевать «бронзу» на чемпионате Европы по спортивной гимнастке в Монпелье, Франция. В том же году Дауни входила в состав женской команды Великобритании, которая завоевала свою первую в истории бронзовую медаль в командном зачете на чемпионате мира по спортивной гимнастике.

## Карьера

### 2014
На чемпионате Европы в Софии завоевала золото в опорном прыжке, серебро в командном первенстве и бронзу в многоборье. На юношеских Олимпийских играх 2014 года в Нанкине завоевала четыре медали: серебро в опорном прыжке и бронзу в многоборье, бревне и вольных упражнениях.

### 2015
На чемпионате Великобритании в 2015 году выиграла серебро в опорном прыжке и брусьях и бронзу в многоборье. Вместе со своей сестрой Бекки она представляла Великобританию на чемпионате Европы по спортивной гимнастике в 2015 году. Хорошо выступила в квалификации в индивидуальном многоборье, опорном прыжке и брусьях, дойдя до финала.
В апреле 2015 года Дауни была выбрана телеканалом Скай спортс спортсменкой месяца.
20 декабря 2015 года была коронована кампанией BBC в номинации молодой спортсмен года.

### 2016
В мае 2016 года Дауни приняла участие в Кубке мира в Осиеке, Хорватия. Там она выиграла все четыре индивидуальные соревнования. Такое впервые удавалось только Людмиле Турищевой в 1975 году.
В июне 2016 года на европейском женском чемпионате по спортивной гимнастике в Берне, Швейцария Дауни завоевала три серебряные медали: в командном первенстве, в опорных прыжках и вольных упражнениях.
В составе команды Великобритании принимала участие в Олимпийских играх в Рио-де-Жанейро. Спортсменка хорошо выступила на брусьях и бревне. Её выступление в вольных упражнениях едва не закончилось трагедией — во время исполнения сальто ей не удалось провернуться до конца и она приземлилась на голову и шею, но нашла силы продолжить соревнование.